# Elke Schwab
Elke Schwab (* 3. Juni 1964 in Saarbrücken) ist eine deutsche Schriftstellerin.

## Leben
Elke Schwab arbeitete mehr als 20 Jahre beim Ministerium für Justiz, Arbeit, Gesundheit und Soziales des Saarlandes im Bereich Altenpflege. Sie lebte 14 Jahre im Krummen Elsass auf einem ehemaligen Bauernhof und anschließend wieder in Deutschland. Im Februar 2013 gewann sie den Saarländischen Krimi-Preis auf der Buchmesse „HomBuch“. Am 6. Dezember 2013 erhielt sie den Kulturpreis des Landkreises Saarlouis, im März 2014 den Saarländischen Krimi-Preis der Buchmesse „HomBuch“. Am 3. September 2016 wurde ihr zum dritten Mal der HomBuch-Preis der Saarländischen Buchmesse in Homburg in der Sparte Krimi verliehen.

## Werke
Kommissar Norbert Kullmann & Co.
- Ein ganz klarer Fall. Independently published, 8/2019
- Kullmann jagt einen Polizistenmörder. BOD 9/2021 (Originaltitel: Kullmanns letzter Fall. Conte Verlag)
- Kullmann kann's nicht lassen. BOD 3/2019   (Originaltitel: Großeinsatz. Gmeiner Verlag)
- Kullmann stolpert über eine Leiche . BOD 3/2019   (Originaltitel: Angstfalle. Gmeiner Verlag)
- Kullmann und die Schatten der Vergangenheit . BOD 1/2019   (Originaltitel: Tod am Litermont. Conte Verlag)
- Kullmann in Kroatien . Independently published, 6/2018   (Originaltitel: Urlaub mit Kullmann. Ulrich Burger Verlag)
- Kullmann auf der Jagd. BOD 9/2019 (Originaltitel: Hetzjagd am Grünen See. Conte Verlag)
- Kullmann ermittelt in Schriftstellerkreisen . BOD 5/2019  (Originaltitel: Skelett vom Bliesgau. Conte Verlag)
- Kullmann und das Lehrersterben. BOD 06/2020 (Originaltitel: Galgentod auf der Teufelsburg. Conte Verlag)
- Kullmann unter Tage. BOD 4/2022 (Originaltitel: Blutige Seilfahrt im Warnd. Conte Verlag)
- Kullmann ist auf den Hund gekommen . BOD 6/2017
- Kullmann in Köln . BOD 11/2024

Kommissare Lukas Baccus & Theo Borg
- Mörderisches Puzzle. Solibro Verlag, 9/2011
- Eisige Rache. Solibro Verlag, 2/2013
- Blutige Mondscheinsonate. Solibro Verlag, 5/2014
- Tödliche Besessenheit. Solibro Verlag, 9/2015 (ursprünglich erschienen im Jahr 2000)
- Gewagter Einsatz. Solibro Verlag, 9/2016
- Tickende Zeitbombe. Solibro Verlag, 10/2017
- Kriminelle Intelligenz. Solibro Verlag, 10/2021

Elsass-Krimi
- Mord ohne Grenzen – Elsass-Krimi. BOD, 11/2016

Der etwas andere Krimi
- Büroleichen. BOD 10/2017

Südwestdeutscher Krimi
- Tief unter Wasser. BOD 10/2018

Biografie unter den Autoren-Namen  Teufelchen und Elke Fischer 
- Des Teufels Biografie. Independently published 10/2024